# Беспаликова, Валерия Сергеевна
Валерия Сергеевна Беспаликова (15 января 1999, Сыктывкар) — российская футболистка, полузащитник, выступала за московский ЦСКА и сборную России.

## Биография
Родилась 15 января 1999 года в городе Сыктывкар, Республика Коми.
Окончила в родном городе школу № 33.

## Клубная карьера
Играла за мини-футбольную команду своей школы. Первый тренер — Олег Геннадьевич Чулков.
Карьеру во взрослом футболе начала в клубе «Россиянка-УОР». В 2014 и 2015 годах становилась бронзовым призёром Первого дивизиона (2-й уровень в системе лиг России).
В 2016 году перешла в московский ЦСКА. В чемпионате России 2016 сыграла 14 матчей и забила 1 гол. В чемпионате России 2017 сыграла 7 матчей. Также, в 2017 году выиграла с командой Кубок России. В сезоне 2018 сыграла 1 матч в чемпионате. В сезоне 2019 сыграла 18 матчей и забила 4 гола в чемпионате. Чемпионка России 2019 и 2020 годов, серебряный призёр чемпионата 2021 и 2022 года. Сезон 2023 пропустила из-за травмы. В июле 2024 года приняла решение приостановить спортивную карьеру.

## В сборной
Играла за сборные России до 17 и до 19 лет.
В национальной сборной России дебютировала 23 ноября 2017 года в товарищеском матче против Бельгии, проведя на поле первые 84 минуты. Всего приняла участие в трёх товарищеских играх в ноябре 2017 и январе 2018 годов. Осенью 2020 года вернулась в сборную, сыграв ещё три матча.

## Статистика

### Клубная
| Выступление      | Выступление               | Выступление      | Чемпионат | Чемпионат | Кубок | Кубок | Суперкубок | Суперкубок | Еврокубки | Еврокубки | Прочие | Прочие | Итого | Итого |
| Клуб             | Лига                      | Сезон            | Игры      | Голы      | Игры  | Голы  | Игры       | Голы       | Игры      | Голы      | Игры   | Голы   | Игры  | Голы  |
| ---------------- | ------------------------- | ---------------- | --------- | --------- | ----- | ----- | ---------- | ---------- | --------- | --------- | ------ | ------ | ----- | ----- |
| Россиянка-УОР    | Первый дивизион           | 2014             | ?         | 13        | 0     | 0     | 0          | 0          | 0         | 0         | 0      | 0      | ?     | 13    |
| Россиянка-УОР    | Первый дивизион           | 2015             | ?         | ?         | 0     | 0     | 0          | 0          | 0         | 0         | 0      | 0      | ?     | ?     |
| Россиянка-УОР    | Итого                     | Итого            | ?         | ?         | 0     | 0     | 0          | 0          | 0         | 0         | 0      | 0      | ?     | ?     |
| ЦСКА             | Высший дивизион/Суперлига | 2016             | 14        | 1         | 0     | 0     | 0          | 0          | 0         | 0         | 0      | 0      | 14    | 1     |
| ЦСКА             | Высший дивизион/Суперлига | 2017             | 7         | 0         | 0     | 0     | 0          | 0          | 0         | 0         | 0      | 0      | 7     | 0     |
| ЦСКА             | Высший дивизион/Суперлига | 2018             | 1         | 0         | 0     | 0     | 0          | 0          | 0         | 0         | 0      | 0      | 1     | 0     |
| ЦСКА             | Высший дивизион/Суперлига | 2019             | 18        | 4         | 5     | 1     | 0          | 0          | 0         | 0         | 0      | 0      | 23    | 5     |
| ЦСКА             | Высший дивизион/Суперлига | 2020             | 13        | 1         | 3     | 0     | 0          | 0          | 2         | 1         | 0      | 0      | 18    | 2     |
| ЦСКА             | Высший дивизион/Суперлига | 2021             | 8         | 0         | 0     | 0     | 1          | 0          | 0         | 0         | 0      | 0      | 9     | 0     |
| ЦСКА             | Высший дивизион/Суперлига | 2022             | 20        | 1         | 2     | 0     | 1          | 0          | 0         | 0         | 0      | 0      | 23    | 1     |
| ЦСКА             | Высший дивизион/Суперлига | 2023             | 0         | 0         | 0     | 0     | 0          | 0          | 0         | 0         | 0      | 0      | 0     | 0     |
| ЦСКА             | Высший дивизион/Суперлига | 2024             | 0         | 0         | 0     | 0     | 0          | 0          | 0         | 0         | 0      | 0      | 0     | 0     |
| ЦСКА             | Итого                     | Итого            | 81        | 7         | 10    | 1     | 2          | 0          | 2         | 1         | 0      | 0      | 95    | 9     |
| Всего за карьеру | Всего за карьеру          | Всего за карьеру | ?         | ?         | 10    | 1     | 2          | 0          | 2         | 1         | 0      | 0      | ?     | ?     |

## Достижения

### Командные
Россиянка-УОР
- Бронзовый призёр Первого дивизиона (2): 2014, 2015.

 ЦСКА
- Чемпионка России (2): 2019 и 2020
- Обладательница Кубка России (2): 2017 и 2022.